# 自意識過剰
自意識過剰（じいしきかじょう）とは、人が他に対して自己を意識し過ぎた状態。他人が自分をどう見ているかを気にしすぎる状態。
人前でスピーチをする時などに、他者の目を意識するあまりの極度の緊張状態は、あがり症と言われている。反意語として無意識過剰という言葉が存在する。

## 対処方法
「他人は、他人自身のことで頭がいっぱいである」・「自分が思っているほど、他人は自分のことを意識していない」・「他人は、自分に関する事柄を覚えていないうえ、自分が欠点だと思っているところにも気づいてすらいない」といった事実を覚えておくことが大切であるとされる。